# Home (canción de Machine Gun Kelly, X Ambassadors y Bebe Rexha)
«Home» es una canción grabada del rapero estadounidense Machine Gun Kelly, la banda de rock estadounidense X Ambassadors y la cantante y compositora estadounidense Bebe Rexha. Se envió a las radios el 5 de diciembre de 2017, a través de Atlantic Records como el segundo sencillo de la película de Netflix Bright.
La canción alcanzó el puesto número setenta y cuatro en Australia, el número cuarenta y tres en Canadá y el número noventa en el Billboard Hot 100 de EE. UU. El video musical fue lanzado en YouTube el 23 de noviembre de 2017, un mes antes del lanzamiento de la película.

## Antecedentes y lanzamiento
«Home» se estrenó en las radios el 5 de diciembre de 2017, a través de Atlantic Records como el segundo sencillo de la película de Netflix Bright. Fue escrita por Colson Baker, Jacob Hawkes, Charlie Snyder, Robert Gillies, Sam Nelson Harris, David Pramik, David Phelps, mientras que la producción fue llevada a cabo por David Pramik y David Phelps.

## Video musical
El video musical de «Home» se lanzó en YouTube el 23 de noviembre de 2017, un mes antes del lanzamiento de la película.

## Posicionamiento en listas
| Listas (2019)                             | Mejor posición |
| ----------------------------------------- | -------------- |
| Alemania Official German Charts           | 27             |
| Australia (ARIA)                          | 74             |
| Austria (Ö3 Austria Top 40)               | 32             |
| Bélgica (Ultratop Flanders)               | 41             |
| Bélgica (Ultratop Wallonia)               | 39             |
| Canadá (Canadian Hot 100)                 | 43             |
| Eslovaquia (Radio Top 100)                | 82             |
| Eslovaquia (Singles Digitál Top 100)      | 33             |
| Estados Unidos (Billboard Hot 100)        | 90             |
| Estados Unidos (Hot R&B/Hip-Hop Songs)    | 35             |
| Estados Unidos (Rhythmic)                 | 38             |
| Francia (SNEP)                            | 130            |
| Irlanda (IRMA)                            | 74             |
| Noruega (VG-lista)                        | 12             |
| Nueva Zelanda (RMNZ)                      | 30             |
| Países Bajos Single Top 100               | 93             |
| Portugal (AFP)                            | 67             |
| Reino Unido (UK Singles)                  | 64             |
| República Checa (Rádio Top 100)           | 27             |
| República Checa (Singles Digitál Top 100) | 29             |
| Suecia (Sverigetopplistan)                | 99             |
| Suiza Schweizer Hitparade                 | 39             |

## Certificaciones
| País (organismo certificador) | Certificación | Unidades certificadas |
| ----------------------------- | ------------- | --------------------- |
| Estados Unidos (RIAA)         | Platino       | 1 000 000             |